# Kressbronn am Bodensee
Kressbronn am Bodensee è un comune tedesco di 8 055 abitanti, situato nel land del Baden-Württemberg.